# Viking Cruises

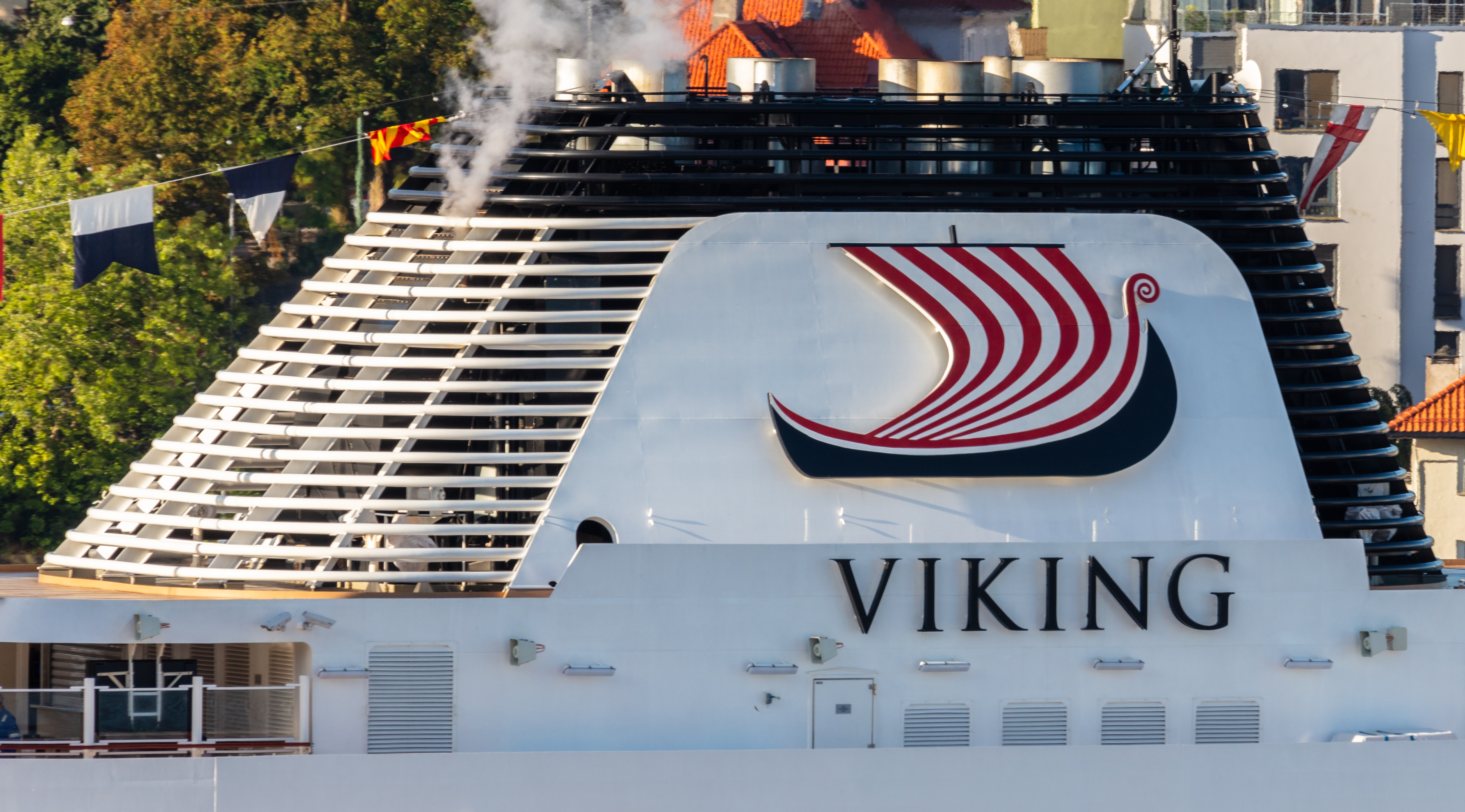
Logo de la empresa en la chimenea de uno de sus cruceros.

Viking Cruises es una línea de cruceros que ofrece cruceros fluviales y oceánicos, con operaciones en Basilea, Suiza. Es la empresa matriz de Viking River Cruises y Viking Ocean Cruises. A partir de noviembre de 2017, opera una flota de 62 buques fluviales y 4 buques oceánicos, que ofrecen cruceros a lo largo de los ríos y océanos de América del Norte y del Sur, el Caribe, Europa, Rusia, Egipto, China y el Sudeste Asiático.

## Historia
La empresa fue establecida por Torstein Hagen en Leningrado como Viking River Cruises en 1997. Hagen participó en un crucero como consultor de McKinsey & Company que ayudó a Holland America Line a sobrevivir a la crisis del petróleo de 1973, y luego fue brevemente CEO de Royal Viking Line en a principios de la década de 1980, ganó dinero en los mercados de capital privado rusos, luego compró una participación de control en una compañía naviera holandesa que fracasó a mediados de la década de 1990, dejándolo casi en quiebra. Por esa época, ayudó a algunos oligarcas rusos a comprar una compañía naviera y, a cambio, le vendieron cuatro cruceros fluviales a bajo precio, que eran la flota fundadora de Viking.
En 2000, Viking compró KD River Cruises of Europe, que trajo el total de la flota de Viking a 26, lo que la convierte en la mayor flota de cruceros fluviales del mundo. La compañía renovó los barcos, haciéndolos simples y cómodos, apuntando a su objetivo demográfico de los estadounidenses y canadienses mayores que querían ver el mundo simplemente; la falta de adornos como gimnasios y piscinas, y la estandarización, también maximizó el número de personas que los barcos podrían acomodar y el beneficio de Viking.  La compañía también se asoció ese año con agentes de ventas en el Reino Unido y los Estados Unidos, y abrió su propia oficina de ventas en California. Contrató a su primera firma de mercadotecnia el próximo año, centrándose en América del Norte. La compañía se expandió a China en 2004 con cruceros por el río Yangtze. En 2007, operaba 23 barcos en Europa, Rusia y China y recibía grandes elogios de las guías de viajes de lujo. En 2009, Viking comenzó a utilizar barcos con motores híbridos diésel-eléctricos que, según la compañía, usan un 20% menos de combustible que los motores convencionales.